# 司徒颂曦
司徒颂曦（英語：Hayden Szeto，1985年9月11日—）是一位加拿大籍演員。出生於加拿大，父母都是華裔，所以自己也是標準的華裔，在完成紐約電影學院的學業後，司徒颂曦多次出現在電視劇和短片中，但在2016年，他在海莉·史坦菲德主演的青春電影“成长边缘”
中擔任英雄同學的角色，並獲得了媒體及演藝圈的很多關注。 然而在2017年，他被任命為NBC廣播的電視劇“好地方”的常規演員。

## 生平
司徒颂曦出生於加拿大温哥華，父母都是香港人，祖籍廣東開平；他的父親是畫家司徒乃鍾，他的祖父是嶺南畫派畫家司徒奇。司徒颂曦在昆特蘭理工大學學習社會學。於2011年畢業於紐約電影學院的電影表演項目。

## 作品
電影
- 2012年:秘密亞洲人：十二宮的崛起！
- 2012年:自由戀愛
- 2016年:十七邊緣|最佳閨蜜
- 2018年: 真心話大冒險
- 2018年:夏天的夜晚
- 2020年:虎尾

電視劇
- 2011年:光之人
- 2012年:美國最受歡迎
- 2017年:好地方
- 2018年:发展受阻
- 2019年:小屋49(即將上映)

## 外部連結
- 司徒颂曦（页面存档备份，存于） IMDb
- 司徒颂曦  微博